# Nitroplus
Nitroplus Co., Ltd., stylisé nitro+, est une entreprise japonaise de développement de visual novel et d'eroge. La société a collaboré avec Type-Moon pour créer la série de light novel Fate/Zero. Nitroplus possède la filiale Nitro+chiral qui développe des jeux de type Yaoi.
Super Sonico est la mascotte du festival de musique annuel de Nitroplus, « Nitro Super Sonico », depuis 2006. Ce festival de musique est tenu chaque année depuis 2000.
Nitroplus est un sponsor majeur de l'ICOM Kyoto.

## Travaux
- Phantom of Inferno (2000)
- Kyuuketsu Senki Vjedogonia (2001)
- Kikokugai: The Cyber Slayer (2002)
- Hello, world. (2002)
- Zanma Taisei Demonbane (2003)
- Saya no Uta (2003)
- Phantom INTEGRATION (2004)
- Angelos Armas -Tenshi no Nichou Kenju- (2005)
- Jingai Makyō (2005)
- Hanachirasu (2005)
- Sabbat Nabe (2005)
- Dra†KoI (2006)
- Kishin Hishou Demonbane (2006)
- Gekkō no Carnevale (2007)
- Zoku Satsuriku no Django -Jigoku no Shoukinkubi- (2007)
- Sumaga (2008)
- Sumaga Special (2009)
- Full Metal Daemon: Muramasa (2009)
- Axanael (2010)
- SoniComi (2011)
- Phenomeno (2012)
- Guilty Crown: Lost Christmas (2012)
- Kimi to Kanojo to Kanojo no Koi (2013)
- Expelled from Paradise (2014)
- Tokyo Necro (2016)
- Minikui Mojika no Ko (2018)

Le studio sort également un jeu de combat lors du Comiket 2007, Nitro+ Royale -Heroines Duel- (ニトロ+ロワイヤル -ヒロインズデュエル-).

### 5pb. x Nitro+
- Chaos;Head (25 avril 2008)
- Chaos;Head Noah (26 février 2009)
- Steins;Gate (15 octobre 2009)
- Chaos;Head Love Chu Chu! (25 mars 2010)
- Robotics;Notes (28 juin 2012)
- Occultic;Nine (NC)
- Steins;Gate English (31 mars 2014)
- Chaos;Child (2014)[4]

### Nitro+Chiral
- Togainu no Chi (25 février 2005/29 mai 2008)
- Lamento -Beyond the Void- (27 octobre 2006)
- Sweet Pool (19 décembre 2008)
- DRAMAtical Murder (23 mars 2012)
- DRAMAtical Murder re:connect (26 avril 2013)
- DRAMAtical Murder re:code (30 octobre 2014)

Le 25 janvier 2008 le studio sort un mini-jeu titré CHiRALmori, il propose des versions chibi des personnages issus de Togainu no Chi et Lamento.